# Rocky IV
Rocky IV är en amerikansk film som hade biopremiär i USA den 27 november 1985.

## Handling
När Rockys (Sylvester Stallone) vän Apollo Creed (Carl Weathers) avlider under en "uppvisningsmatch" mot den väldige ryssen (kapten) Ivan Drago (Dolph Lundgren), beslutar sig Rocky för att slåss mot denne. Men denna gång avgörs boxningsmatchen i Sovjet, under tiden som kalla kriget var som kallast.

## Om filmen
Sylvester Stallone har regisserat, skrivit manus och spelar huvudroll i filmen.
- För att Sylvester Stallone och Dolph Lundgren skulle ha den enorma fysik som krävdes för att spela in slutscenerna (matchen i Sovjet, träningsscenerna) spelades det in först. I början av filmen visar de mindre av sina kroppar än i slutet av filmen - träningsscenerna och matchen.

- Sylvester insisterade på att Dolph skulle boxas som om det var en riktig match,[2] efteråt med tanke på Dolphs kraftiga slag fick Sylvester tillfälliga hjärt- och revbenskador samt högt blodtryck.[2]

- Rocky IV är den film i Rocky-serien som har spelat in mest pengar, 300 miljoner dollar.[3]
- Dolph Lundgren har även varit med i en Bond-film. I Levande Måltavla, med Roger Moore (1985), så spelar han en livvakt i scenen som utspelas på travbanan. När Mayday kastar ner en person mot räcket så är Dolph Lundgren livvakten som går fram till honom först.[3]
- Flera, idag, kända Hollywood-skådespelare var på audition för rollen som Ivan Drago. Arnold Schwarzenegger, Patrick Swayze, Kurt Russell, Michael Biehn, David Hasselhoff, Tom Selleck, Jean-Claude Van Damme, Jürgen Prochnow, Johnny Depp, Willem Dafoe, Charlie Sheen, Brad Pitt, Mel Gibson, Kiefer Sutherland, Val Kilmer, Sean Bean, Tom Cruise, John Travolta, Alec Baldwin, Robert Patrick, Keanu Reeves, Chuck Norris, Viggo Mortensen, Gary Sinise, Liam Neeson med flera.[3]

## Rollista (urval)
| Sylvester Stallone | – Rocky Balboa                |
| Talia Shire        | – Adrian                      |
| Burt Young         | – Paulie                      |
| Carl Weathers      | – Apollo Creed                |
| Brigitte Nielsen   | – Ludmilla Vobet Drago        |
| Dolph Lundgren     | – Captain (kapten) Ivan Drago |